# Imigração guineense no Brasil
A imigração guineense no Brasil, assim como muitas imigrações africanas, é recente. Muitos dos guineenses que vão para o país sul-americano, vão para estudar em universidades (ao contrário da maioria de outros povos africanos, que migram para o Brasil em condição de refugiados).